# Coppa Italia di Legadue
La Coppa Italia di Legadue fu un torneo di pallacanestro istituito nel 2004 e soppresso nel 2013.
La formula prevedeva la partecipazione delle prime quattro classificate al termine del girone di andata del campionato di Legadue. La gestione dell'evento veniva affidata ad una delle quattro società, scelta previa candidatura.

## Albo d'oro
| Edizione  | Sede                      | Vincitore           | Finalista             | Risultato | MVP             |
| 2005      | PalaDozza, Bologna        | Upea Capo d'Orlando | Eurorida Scafati      | 94-83     | Rolando Howell  |
| 2006      | PalaSegest, Ferrara       | Eurorida Scafati    | Zarotti Imola         | 90-81     | B.J. McKie      |
| 2007      | PalaSojourner, Rieti      | Nuova AMG Rieti     | Carife Ferrara        | 71-61     | Marcus Melvin   |
| 2008      | PalaSegest, Ferrara       | Fileni Jesi         | Carife Ferrara        | 72-62     | Harold Jamison  |
| 2009      | PalaRadi, Cremona         | Prima Veroli        | Vanoli Soresina       | 79-68     | Kyle Hines      |
| 2010      | PalaSerradimigni, Sassari | Prima Veroli        | Enel Brindisi         | 68-58     | Jason Rowe      |
| 2010-2011 | Sporting Palace, Novara   | Prima Veroli        | Aget Imola            | 81-67     | Jarrius Jackson |
| 2011-2012 | Palaflorio, Bari          | Enel Brindisi       | Fileni BPA Jesi       | 77-74     | Jimmie Hunter   |
| 2012-2013 | PalaTrento, Trento        | Bitumcalor Trento   | G. Tesi Group Pistoia | 84-76     | Davide Pascolo  |

## Vittorie per squadra
| Squadra                              | Vittorie | Anni delle vittorie |
| ------------------------------------ | -------- | ------------------- |
| Veroli Basket                        | 3        | 2009, 2010, 2011    |
| Scafati Basket                       | 1        | 2006                |
| Aquila Trento                        | 1        | 2013                |
| N.B. Brindisi                        | 1        | 2012                |
| Aurora Jesi                          | 1        | 2008                |
| Nuova A.M.G. Sebastiani Basket Rieti | 1        | 2007                |
| Orlandina                            | 1        | 2005                |